# Puchar Serbii w piłce siatkowej mężczyzn (2020/2021)
Puchar Serbii w piłce siatkowej mężczyzn 2020/2021 – 15. sezon rozgrywek o siatkarski Puchar Serbii (56. sezon wliczając Puchar Jugosławii oraz Puchar Serbii i Czarnogóry) zorganizowany przez Serbski Związek Piłki Siatkowej (Odbojkaški savez Srbije, OSSRB). Zainaugurowany został 20 października 2020 roku.
Rozgrywki składały się z 1/8 finału, ćwierćfinałów, półfinałów i finału. Uczestniczyło w nich 16 klubów.
Finał odbył się 14 marca 2021 roku w hali sportowej Vlade Divac w Vrnjačkiej Banji. Po raz pierwszy Puchar Serbii zdobyła Ribnica Kraljevo, pokonując w finale Radnički Kragujevac. MVP finału wybrany został Ivan Todorović.

## System rozgrywek
Rozgrywki o Puchar Serbii w sezonie 2020/2021 składają się z 1/8 finału, ćwierćfinałów, półfinałów i finału. Przed każdą rundą odbywa się losowanie, na podstawie którego powstają pary meczowe.
W 1/8 finału w ramach pary drużyny rozgrywają jedno spotkanie decydujące o awansie. W ćwierćfinałach i półfinałach rywalizacja toczy się w postaci dwumeczów. Awans uzyskuje drużyna, która w swojej parze odniosła więcej zwycięstw. Jeżeli obie drużyny wygrały po jednym spotkaniu, o awansie decyduje liczba wygranych setów, a w przypadku tej samej liczby wygranych setów – stosunek małych punktów w wygranym meczu. Jeżeli wciąż nie zostanie wyłoniony zwycięzca rozgrywany jest tzw. złoty set grany do 15 punktów z dwoma punktami przewagi jednej z drużyn.
Zwycięzcy półfinałów rozgrywają jedno spotkanie finałowe. Nie jest rozgrywany mecz o 3. miejsce.

## Drużyny uczestniczące
| Superliga 10 drużyn        | Superliga 10 drużyn |
| -------------------------- | ------------------- |
| Borac Starčevo             | 1/8 finału          |
| Crvena zvezda Belgrad      | 1/8 finału          |
| Mladi Radnik Požarevac     | ćwierćfinał         |
| Niš                        | ćwierćfinał         |
| Novi Pazar                 | 1/8 finału          |
| Partizan Soccer Belgrad    | półfinał            |
| Radnički Kragujevac        | finał               |
| Ribnica Kraljevo           | zwycięstwo          |
| Spartak Subotica           | ćwierćfinał         |
| Vojvodina NS seme Nowy Sad | półfinał            |

| Prva liga 5 drużyn              | Prva liga 5 drużyn |
| ------------------------------- | ------------------ |
| Borac Paraćin                   | 1/8 finału         |
| Jedinstvo Stara Pazova          | 1/8 finału         |
| Karađorđe Topola                | ćwierćfinał        |
| Metalac Takovo Gornji Milanovac | 1/8 finału         |
| Spartak Ljig                    | 1/8 finału         |
| Inne 1 drużyna                  |                    |
| Banat Vršac                     | 1/8 finału         |

## Rozgrywki

### 1/8 finału
| 20.10.2020 18:00 (UTC+2) | Crvena zvezda Belgrad | 2:3 (22:25, 26:24, 25:20, 25:27, 13:15) | Ribnica Kraljevo | USC Voždovac, Belgrad Sędziowie: Zoran Radovanović i Robert Leko |

| 20.10.2020 18:45 (UTC+2) | Partizan Soccer Belgrad | 3:1 (25:19, 17:25, 25:22, 25:16) | Spartak Ljig | Sportski centar Master, Belgrad Sędziowie: Darko Savić i Mirjana Galić |

| 20.10.2020 19:00 (UTC+2) | Mladi Radnik Požarevac | 3:0 (25:23, 26:24, 25:14) | Borac Starčevo | Sportski centar Požarevac, Požarevac Sędziowie: Predrag Balandžić i Dragan Papović |

| 20.10.2020 19:00 (UTC+2) | Spartak Subotica | 3:0 (25:19, 25:20, 25:18) | Banat Vršac | Hala sportova Dudova šuma, Subotica Sędziowie: Jan Očenaš i Mario Peić |

| 21.10.2020 16:00 (UTC+2) | Niš | 3:0 (25:16, 25:19, 28:26) | Metalac Takovo Gornji Milanovac | Sportski centar Čair, Nisz Sędziowie: Nikola Brkić i Mirko Janković |

| 21.10.2020 17:00 (UTC+2) | Radnički Kragujevac | 3:1 (25:21, 24:26, 25:13, 25:10) | Borac Paraćin | Sportska hala Jezero, Kragujevac Sędziowie: Vladimir Jokanović i Đorđe Zelenović |

| 21.10.2020 17:30 (UTC+2) | Vojvodina NS seme Nowy Sad | 3:0 (25:18, 31:29, 25:19) | Jedinstvo Stara Pazova | SPC Vojvodina, Nowy Sad Sędziowie: Dejan Rogić i Božidar Rolj |

| 21.10.2020 18:00 (UTC+2) | Novi Pazar | 2:3 (26:24, 24:26, 25:13, 25:27, 10:15) | Karađorđe Topola | Sportska dvorana Pendik, Novi Pazar Sędziowie: Savo Kovačević i Tomislav Popović |

### Ćwierćfinały
|  | Mladi Radnik Požarevac | 1 – 1 (3 – 5) | Radnički Kragujevac |  |

| 28.10.2020 17:00 (UTC+1) | Radnički Kragujevac | 3:0 (25:23, 29:27, 25:13) | Mladi Radnik Požarevac | Sportska hala Jezero, Kragujevac Sędziowie: Mirko Janković i Tomislav Popović |

| 04.11.2020 19:00 (UTC+1) | Mladi Radnik Požarevac | 3:2 (17:25, 26:24, 14:25, 25:18, 15:13) | Radnički Kragujevac | Sportski centar Požarevac, Požarevac Sędziowie: Tomislav Popović i Vladimir Simonović |

|  | Partizan Soccer Belgrad | 1 – 1 (5 – 3) | Karađorđe Topola |  |

| 28.10.2020 19:00 (UTC+1) | Karađorđe Topola | 3:2 (21:25, 25:22, 25:18, 22:25, 15:13) | Partizan Soccer Belgrad | Osnovna škola Karađorđe, Topola Sędziowie: Jovan Jovanović i Vladimir Milošević |

| 06.12.2020 18:30 (UTC+1) | Partizan Soccer Belgrad | 3:0 (25:22, 25:22, 25:22) | Karađorđe Topola | Sportski centar Master, Belgrad Sędziowie: Branislav Jovančić i Svetlana Zotović |

|  | Niš | 0 – 2 | Ribnica Kraljevo |  |

| 28.10.2020 19:00 (UTC+1) | Ribnica Kraljevo | 3:2 (26:28, 25:21, 28:26, 19:25, 15:12) | Niš | Hala sportova, Kraljevo Sędziowie: Predrag Balandžić i Dejan Rogić |

| 26.12.2020 15:00 (UTC+1) | Niš | 2:3 (23:25, 23:25, 25:20, 25:17, 9:15) | Ribnica Kraljevo | Osnovna škola Miroslav Mika Antić, Nisz Sędziowie: Dejan Rogić i Mirko Janković |

|  | Vojvodina NS seme Nowy Sad | 2 – 0 | Spartak Subotica |  |

| 23.12.2020 18:00 (UTC+1) | Spartak Subotica | 0:3 (20:25, 12:25, 16:25) | Vojvodina NS seme Nowy Sad | Hala sportova Dudova šuma, Subotica Sędziowie: Goran Gradinski i Vladimir Cvetković |

| 30.12.2020 18:00 (UTC+1) | Vojvodina NS seme Nowy Sad | 3:0 (25:19, 25:18, 25:22) | Spartak Subotica | SPC Vojvodina, Nowy Sad Sędziowie: Aleksandra Balandžić i Predrag Balandžić |

### Półfinały
|  | Partizan Soccer Belgrad | 0 – 2 | Ribnica Kraljevo |  |

| 03.02.2021 19:00 (UTC+1) | Partizan Soccer Belgrad | 2:3 (25:19, 25:17, 21:25, 20:25, 14:16) | Ribnica Kraljevo | Sportski centar Master, Belgrad Sędziowie: Aleksandar Petrović i Zoran Radovanović |

| 21.02.2021 18:00 (UTC+1) | Ribnica Kraljevo | 3:1 (28:26, 18:25, 25:17, 25:14) | Partizan Soccer Belgrad | Hala sportova, Kraljevo Sędziowie: Dejan Rogić i Goran Gradinski |

|  | Vojvodina NS seme Nowy Sad | 1 – 1 (3 – 4) | Radnički Kragujevac |  |

| 04.02.2021 17:30 (UTC+1) | Vojvodina NS seme Nowy Sad | 3:1 (23:25, 25:15, 25:21, 25:14) | Radnički Kragujevac | SPC Vojvodina, Nowy Sad Sędziowie: Predrag Balandžić i Dejan Rogić |

| 18.02.2021 17:00 (UTC+1) | Radnički Kragujevac | 3:0 (25:23, 25:21, 31:29) | Vojvodina NS seme Nowy Sad | Sportska hala Jezero, Kragujevac Sędziowie: Mirko Janković i Tomislav Popović |

### Finał
| 14.03.2021 16:30 (UTC+1) | Ribnica Kraljevo | 3:1 (25:22, 25:23, 24:26, 25:23) | Radnički Kragujevac | Sportska hala Vlade Divac, Vrnjačka Banja Sędziowie: Goran Gradinski i Predrag Balandžić |